# جيراردو غوميز (مجدف)
جيراردو غوميز (بالإسبانية: Gerardo Miguel Gómez Counahan)‏ هو مجدف مكسيكي، ولد في 3 أبريل 1976 في مدينة مكسيكو في المكسيك.

## وصلات خارجية
- جيراردو غوميز على موقع الاتحاد الدولي للتجديف (الإنجليزية)
- جيراردو غوميز على موقع أوليمبيديا (الإنجليزية)